# Casi treinta
Casi Treinta es una película de comedia mexicana de 2014, escrita y dirigida por Alejandro Sugich bajo la producción de Sula Films. Cuenta con un reparto de gran calidad en los que se destaca los actores: Manuel Balbi y Eiza González.

## Sinopsis
Emilio es un joven de 30 años que vive en México D.F. Apasionado por los lujos y la diversión, ha pasado toda su vida alejado de su familia, hasta que un viejo amigo le hace la invitación a su boda, y es ahí donde se da cuenta de que en su vida hay un vacío emocional.
Casi treinta es una película de comedia, que muestra básicamente la maduración de los jóvenes al llegar a sus treinta, cuando sus opciones es llegar a una estabilidad o buscar formar una familia.

## Personajes
- Emilio: interpretado por Manuel Balbi, es un ejecutivo exitoso, tiene un trabajo bien remunerado, un departamento lujoso, un carro híbrido y una prometida ejemplo, aun así Emilio siente que algo está faltando en su vida. Su pasión es la Escritura, pero no ha podido dedicarse de lleno a ella porque siente que primero esta la estabilidad económica sobre realizar su pasión o sueño. Emilio aprenderá que estaba equivocado y que lo más importante en la vida es él mismo, después, todo lo demás.[2]

- Cristina: interpretada por Eiza González, es una joven Bailarina de Ballet de 18 años que va saliendo a la vida adulta, aunque se quiere comer el mundo de una sola mordida irá aprendiendo que para todo hay tiempo. Ella tiene mucha energía, muchos sueños y está convencida de que llegara muy lejos como Bailarina de Ballet. Para Cristina no hay obstáculos. Cristina se convierte en la musa de Emilio, ya que cuando ellos dos están juntos la escritura y la imaginación de él fluye y se desborda, Cristina es el motor que Emilio necesita para lograr realizar su sueño de ser escritor.

- Lucia: interpretada por Sara Maldonado, es el equilibrio, es la estabilidad, la rutina, la congruencia, el compromiso, ella es una ejecutiva exitosa que solo está esperando que su príncipe azul llegue para dejar su vida laboral y dedicarse a lo que siempre ha querido, ser ama de casa.

- Sid: interpretado por Adan Canton, es un personaje misterioso, ha tenido muchas etapas en su vida, muchas experiencias negativas que lo han orillado a tomar decisiones equivocadas. Sid aún no encuentra su camino, él tiene que tomar una decisión, la decisión de madurar y así comenzara a conocer quién realmente es él.

- El agri: interpretado por Julio Bekhor, es un personaje carismático, amigable, galán, que siempre ha vivido bajo la sombra de su papá. Pero Agri ha decidido que quiere cambiar el rumbo de su destino. El Agri es la bujía que une al grupo, él es el motor para que los demás amigos treintañeros reflexionen y tomen decisiones.

- Rey: interpretado por Rodrigo Virago, es un patán adorable, es machista, borracho, inoportuno, inculto, trabajador y rico. El conflicto de Rey recae en que su matrimonio se celebró muy temprano en su vida y hoy que tiene independencia económica quiere vivir la vida con libertad, cuando su esposa espera su quinto hijo.

- Al: interpretado por Alfonso Aguilar, es ese amigo estable que todos tenemos, el amigo que no se mete en problemas y que toda su vida es perfecta, él solo quiere casarse con Daniela y hacer una vida familiar junto a ella, Al es el complemento que da un balance a este grupo de amigos y el motivo de su reencuentro.

- El abuelo de Emilio: interpretado por Mario Almada, este es el típico abuelo lleno de sabiduría.

- Papá de Emilio: interpretado por Gabriel Retes, el papá de Emilio siempre quiso ser charro, competir en las charrerías, pero el gobierno dentro de un plan de expropiación agraria lo despojó de su rancho y le quitó todo. Hoy nos encontramos con un Señor con mucha experiencia que compartir pero también con mucho odio y mucho resentimiento, esto agregado a una frustración de haber querida hacer algo más en la vida, para él solo el Gobierno es el culpable de todos sus males.

- Andrea: interpretado por Livia Rangel, Andrea representa la nueva juventud, con un pensamiento liberal para la sociedad donde radica, siempre presente en todas las fiestas y en la escuela siempre en el cuadro de honor, una combinación interesante, aunque Andrea aparenta toda esta seguridad de vida en el fondo sigue siendo una niña de 18 años con muchos miedos. Ella al igual que Cristina tiene mucho camino por recorrer. Andrea recuerda a Emilio otras opciones que tiene en su vida, ella le recuerda mucho a su musa, Cristina.

- Mamá de Lucia: interpretado por Claudia Ramírez, es una mamá controladora que muestra quien lleva los pantalones en su casa.[3]